# Badličan
Badličan – wieś w Chorwacji, w żupanii medzimurskiej, w gminie Gornji Mihaljevec. W 2011 roku liczyła 96 mieszkańców.